# 존 노블
존 노블(John Noble, 1948년 8월 20일 ~ )은 오스트레일리아의 배우이다.

## 출연 작품
- 타임스톤: 시간여행자 (2018)
- 운반책 (2014)
- 데빌스 플레이그라운드 (2014)
- 슬리피 할로우 2 (2014)
- 가디언스 오브 루나 (2014)
- 슈퍼맨 : 언바운드 (2013)
- 부두 라군 (2006)
- 왕과 함께 한 하룻밤 - 에스더 이야기 (2006)
- 러닝 스케어드 (2006)
- 반지의 제왕: 왕의 귀환 (2003)
- 파이어스톰 2 (2002)
- 반지의 제왕: 두 개의 탑 (2002)
- The Monkey's Mask (2000)
- 버추얼 나이트메어 (2000)
- 에어타이트 (1999)
- 노스트라다무스의 연인 (1993)

### 텔레비전
- 올 세인츠 (1998-2004)
- 홈 앤 어웨이 (2001-06)
- 프린지 (2008-13)